# DJI
SZ DJI Technology Co., Ltd., pełna nazwa Shenzhen DJI Sciences and Technologies Ltd. (chiń. 深圳大疆创新科技有限公司), znane powszechnie pod nazwą handlową DJI – chińskie przedsiębiorstwo technologiczne z siedzibą w Shenzhen. Przedsiębiorstwo zajmuje się produkcją bezzałogowych statków powietrznych (dronów) do fotografii lotniczej i wideografii. W ofercie firmy znajdują się także gimbale, kamery sportowe, stabilizatory kamer, systemy napędowe i systemy sterowania lotem.
W marcu 2021 roku firma posiadała 76% udziałów światowego rynku dronów konsumenckich, żadna inna firma nie posiadała w tym czasie więcej niż 5% udziałów. Na czerwiec 2024 firma posiadała 90% udziału w rynku dronów komercyjnych.
Produkty DJI wzbudziły obawy dotyczące prywatności i bezpieczeństwa. Były używane przez bojowników po obu stronach podczas rosyjskiej inwazji na Ukrainę. W 2020 roku DJI został dodany do Entity List przez rząd Stanów Zjednoczonych, ale jej drony nadal można kupować i eksploatować w tym kraju.

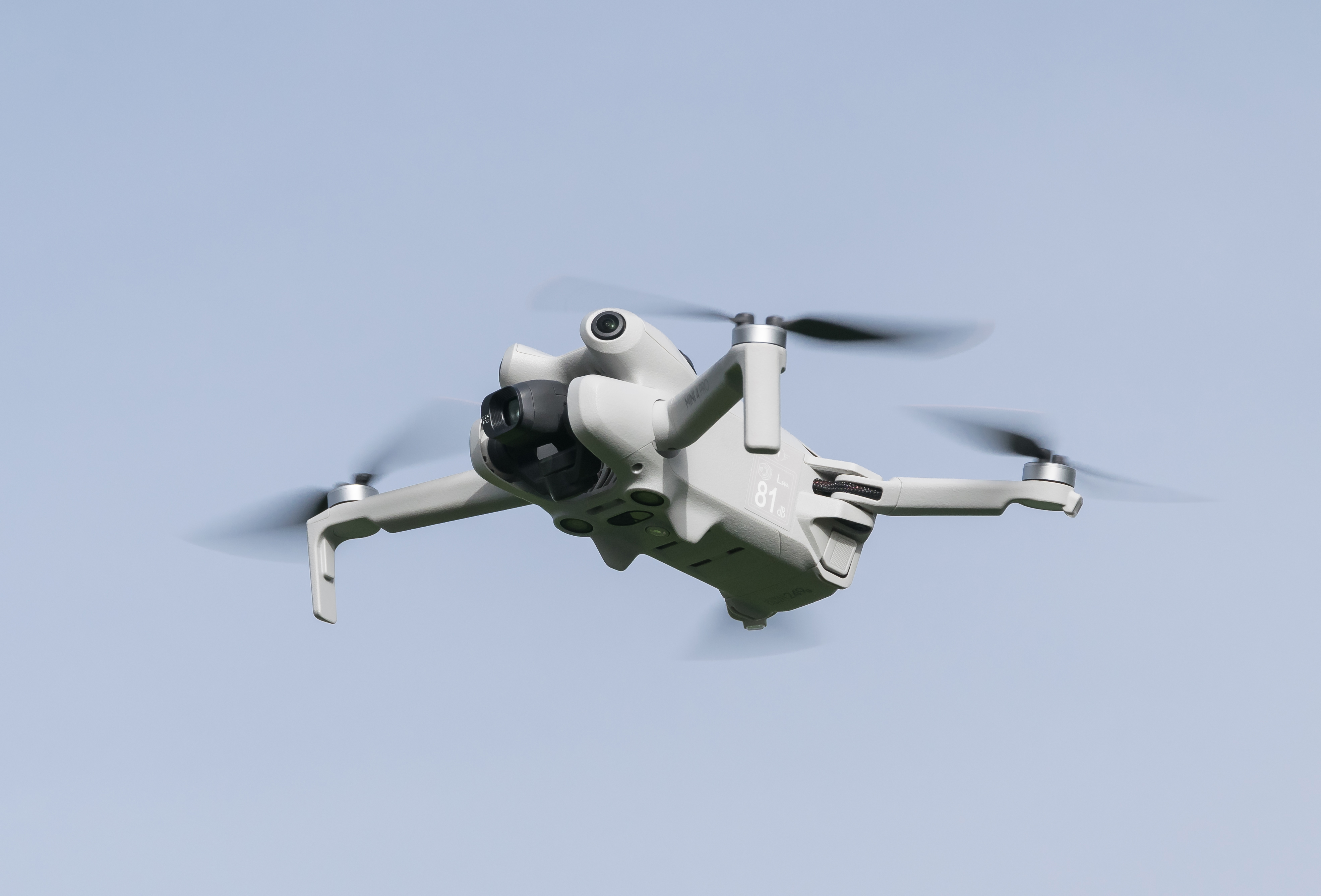
Dron DJI Mini 4 Pro w powietrzu